# Pterinochilus simoni
Pterinochilus simoni là một loài nhện trong họ Theraphosidae.
Loài này thuộc chi Pterinochilus. Pterinochilus simoni được Lucien Berland miêu tả năm 1917.